# Nodar Khokhashvili
Nodar Georgiyevich Khokhashvili  (russe : Нодар Георгиевич Хохашвили) est un lutteur soviétique né le 28 septembre 1940 à Tbilissi. Il est spécialisé en lutte libre.

## Palmarès

### Jeux olympiques
- Médaille de bronze dans la catégorie des moins de 63 kg en 1964 à Tokyo

### Championnats du monde
- Médaille de bronze dans la catégorie des moins de 68 kg en 1969 à Mar del Plata

### Championnats d'Europe
- Médaille d'argent dans la catégorie des moins de 68 kg en 1969 à Modène